# Хлорид тантала(V)
Хлорид тантала(V) — неорганическое соединение, соль металла тантала и соляной кислоты с формулой TaCl5, бесцветные кристаллы, реагирует с водой.

## Получение
- Действие хлора на тантал или смесь оксида тантала(V) с углеродом:

{\displaystyle {\mathsf {2Ta+5Cl_{2}\ {\xrightarrow {170-250^{o}C}}\ 2TaCl_{5}}}}
{\displaystyle {\mathsf {Ta_{2}O_{5}+5C+5Cl_{2}\ {\xrightarrow {300-600^{o}C}}\ 2TaCl_{5}+5CO}}}
- Действие хлорида водорода на тантал или оксид тантала(V):

{\displaystyle {\mathsf {2Ta+10HCl\ {\xrightarrow {250-400^{o}C}}\ 2TaCl_{5}+5H_{2}}}}
{\displaystyle {\mathsf {Ta_{2}O_{5}+10HCl\ {\xrightarrow {1000^{o}C}}\ 2TaCl_{5}+5H_{2}O}}}

## Физические свойства
Хлорид тантала(V) образует бесцветные кристаллы моноклинной сингонии, пространственная группа C 2/m, параметры ячейки a = 1,8276 нм, b = 1,7766 нм, c = 0,5850 нм, β = 90,62°, Z = 6.
Кристалл состоит из димеров Ta2Cl10. Газовая фаза состоит из мономеров.
Растворяется в этаноле, ацетоне, сероуглероде.

## Химические свойства
- Реагирует с водой:

{\displaystyle {\mathsf {2TaCl_{5}+5H_{2}O\ {\xrightarrow {}}\ Ta_{2}O_{5}\downarrow +10HCl}}}
- Реагирует с концентрированной плавиковой кислотой:

{\displaystyle {\mathsf {TaCl_{5}+5HF\ {\xrightarrow {100^{o}C}}\ TaF_{5}+5HCl\uparrow }}}
- Реагирует с щелочами:

{\displaystyle {\mathsf {TaCl_{5}+6NaOH\ {\xrightarrow {}}\ (NaTa)O_{3}\downarrow +5NaCl+3H_{2}O}}}
- Восстанавливается металлами:

{\displaystyle {\mathsf {4TaCl_{5}+Ta\ {\xrightarrow {280-290^{o}C}}\ 5TaCl_{4}}}}
{\displaystyle {\mathsf {3TaCl_{5}+Al\ {\xrightarrow {200-400^{o}C}}\ 3TaCl_{4}+AlCl_{3}}}}
{\displaystyle {\mathsf {2TaCl_{5}+5Mg\ {\xrightarrow {750^{o}C}}\ 2Ta+5MgCl_{2}}}}
- С хлоридами щелочных металлов в концентрированной соляной кислоте образует гексахлоротанталаты:

{\displaystyle {\mathsf {TaCl_{5}+KCl\ {\xrightarrow {}}\ K[TaCl_{6}]}}}